# 阿特拉斯山 (南極洲)
72°44′S 165°30′E / 72.733°S 165.500°E
阿特拉斯山（英語：Mount Atlas），是南極洲的山峰，位於維多利亞地的彭內爾海岸，處於普萊奧內斯山東北面，由新西蘭南極名稱諮詢委員會命名，現時由南極條約體系管理。